# 木下繁 (作家)
木下 繁（きのした しげる、1967年 - ）は、日本の児童文学作家。北海道石狩郡当別町出身。横浜市在住。元スポーツニッポン新聞の社会部記者。

## 著書など
- 2008年、「アニマルゲッター」でアルファポリスファンタジー小説大賞を受賞。
- 2009年同作出版（2011年神奈川県優良指定図書に認定）。
- 2011年、講談社青い鳥文庫より「ハリィにおまかせ!」を出版。
- 2012年、同作の拡大印刷版を出版。
- 2012年-2013年、『週刊少年マガジン』にて連載の医療漫画『Dr.デュオ』の原案協力を担当。
- 2015年、幸文堂出版より「もぐらとキムチ」を出版。
- ネットラジオのトーク番組「漫画元気発動計画！」ではMCを担当。
- 鍼灸師の国家資格を有する他、自動車に関するライター業も行っている。
- 国連UNHCR協会に所属し難民の支援活動を行なっている。